# Wilhelm Podhajsky
Wilhelm Podhajsky (* 9. Oktober 1902; † 23. Juli 1994 in Wien) war ein österreichischer Psychiater.

## Leben
Er wurde 1902 im Wiener Stadtteil Hernals geboren. Nach seiner Ausbildung und Promotion zum Mediziner begann Wilhelm Podhajsky ab 1935 in der Heil- und Pflegeanstalt Am Steinhof zu arbeiten. Nach dem Anschluss Österreichs an das Deutsche Reich wurde er dort 1940 Direktionssekretär und übernahm im Laufe des Zweiten Weltkrieges die Leitung der Frauen-Pflegeanstalt. In dieser Zeit trat er der SA bei. 
Nachdem er nach Kriegsende eine neurologische Nebenfach-Ausbildung in der Nervenheilanstalt Rosenhügel erfolgreich absolviert hatte, wurde Podhajsky im Jahre 1950 Facharzt für Psychiatrie und Neurologie und mit der Leitung der Wiener Heil- und Pflegeanstalt Am Steinhof betraut. 1953 erfolgte seine Ernennung zum Direktor, wodurch er auch organisatorisch für die Nervenklinik für Kinder zuständig wurde, in der etwa 700 bis 800 Euthanasiemorde an verhaltensauffälligen und geistig behinderten Kindern in der NS-Zeit stattgefunden hatten. 
In der Festrede, die Wilhelm Podhajsky anlässlich der Feier des 50-jährigen Bestehens der von ihm geleiteten Heil- und Pflegeanstalt 1957 hielt, ließ er das Massensterben von über 3.500 Patientinnen in dieser Klinik im Zeitraum 1942–1945 durch Hunger und Kälte unerwähnt.
Nach Erreichen des 65. Lebensjahres ging er 1967 in Pension. Sein Nachfolger als langjähriger Direktor der Heil- und Pflegeanstalt Am Steinhof wurde Wilhelm zu Solms-Rödelheim.
Er wurde 1994 auf dem Friedhof Hernals beigesetzt.